# Натакамані
Натакамані (д/н — бл. 70) — цар (коре) Куша в 50—70 роках. На його володарювання припадає найбільше піднесення держави в мероїтський період.

## Життєпис
Молодший син цариці Навідемак. Посів трон близько 50 року після смерті брата Аманіхабале. Його дружиною стала ймовірно сестра Аманітора, що мала рівні права в управлінні царством, про що сідчать храмові скульптури де Натакамані і Аманітора зображені однакового зросту. За іншою гіпотезою права Натакамані на трон були сумнівні, тому він оженився на Аманітора, яка була донькою Навідемак або Аманіхабале.
Відомий за написами з декількох храмових будівель і з власної піраміди в Мерое. Відбудовується Напата, де зводиться палац, що відбуває елліністичний вплив. Він має округлі вікна з зображенням грецьких божеств, уславивляється як відновник храму Амона в Напаті. Разом з сином або зятем Шеракараром фундував храм Амона в Амарі. Йому ж належить посвята храму в Фарасі. На кількох пам'ятниках він з'являється разом з царицею Аманітора. В Мерое зводяться храм Амона (М260) і римська терма. Далі на південь проводились роботи над храмом в Дуанібі, особливо велика кількість храмових будівель походить з Вад бан-Наки: храм левів, храм Амона, в якому було три човна, маленькі статуї.
В цей час відбувається змішання греко-римського та мероїтського архітектурного стилю, що відбилося в храмі Хатор в Накі (відомий як римський кіоск). Він складався з 8 колон з коринфськими капітелями. З іншого боку, єгипетські ієрогліфи все частіше знову використовувались в храмових написах. Оскільки ці написи переважно написані гарною давьоєгипетською мовою, а не, як раніше - зіпсованою, припускають, що Натакамані запросив до себе майстрів з Єгипту. Це може вказувати на дружні відносини з Римською імперією. Хоча більшість зображень храмів виконані в єгипетському стилі, ці зображення виглядають напрочуд неєгипетськими, насамперед завдяки африканським елементам, насамперед завдяки одягу, ювелірним виробам та регаліям. Це враження ще більше підтверджується пишними формами тулубів.
Активна будівнича діяльність під час його володарювання засвідчує збереження політичної та економічної потуги Кушитського царства.
Разом з тим фактів про політичні та військові події часів цього царя обмаль, оскільки ще недешифровано мероїтську писемність. Історичні події не відтворюються на стінах храму. Натакамані не згадується в сучасних йму грецьких чи римських текстах. Лише за вказівками з написів його нащадків дослідники роблять висновок, що за часів Натакамані Куш пережив нове політичне піднесення.
Висловлюється припущення, що в цей час Куш відвідав Св. Марк. В будь-якому разі відбувається перші контакти з християнами.
Архелогічні знахідки в похованнях цього періоду свідчать про розширення торгівлі через єгипетські міста, насамперед Александрію. Виявлено багато речей з різних регіонів Середземномор'я.
У храмі Апедемаку є барельєф, на якому Натакамані зображений зі своїм сином-спадкоємцем Аріканхараром, що був від іншого шлюбу. Втім Аріканхарар помер напевне ще за життя батька, тому спадкоємцем став інший син Арікакагтані.
Помер Натакамані близько 70 року. Поховано в піраміді № 22 в Мерое. Йому спадкувала цариця Аманітора.

### Поховання

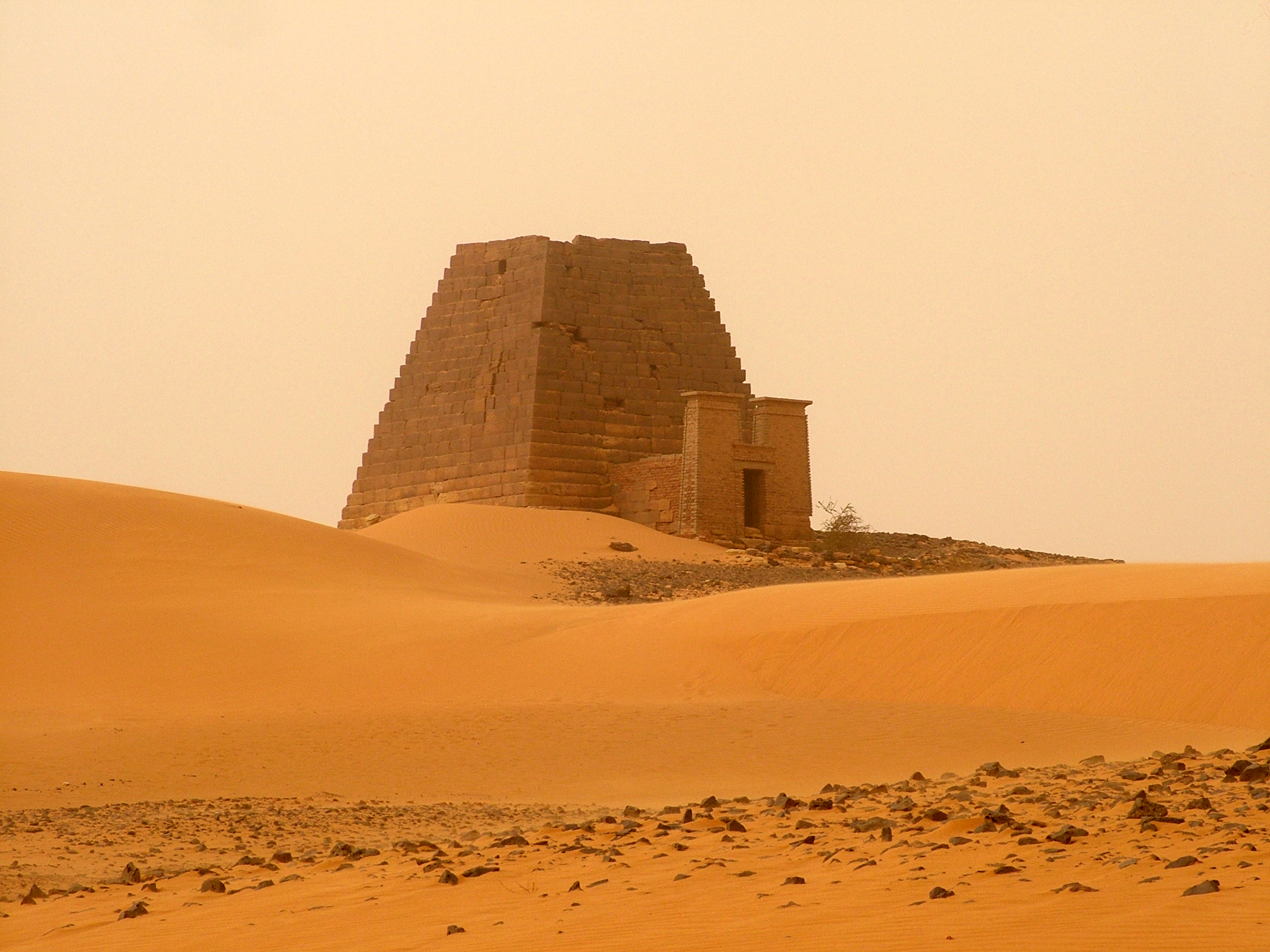
Піраміда Натакамані

Піраміда Натакамані стоїть окремо від інших пірамід. Вважається, що це сталося оскільки будівельний майданчик на пагорбі північного кладовища Мерое, на якому стояли піраміди попередників, був вже повністю зайнятий. Площа власне піраміди 8,92×8,92 м, із входом до підземних камер перед будівлею. 35 сходів ведуть до першої кімнати з 3 нішами на кожній із довгих стін. За нею знаходилася власне похоронна камера. Могилу було дуже пограбовано. Піраміда на тепер частково зруйнована: стеля обвалилася, частково збереглися стіни.